# The Greatest American
The Greatest American (« le plus grand Américain ») est un vote public des téléspectateurs basées sur le modèle britannique du 100 Greatest Britons permettant aux citoyens des États-Unis de classer et déterminer les personnalités américaines les plus importantes de l'histoire du pays et de distinguer la personnalité américaine la plus importante (the Greatest American of all time).

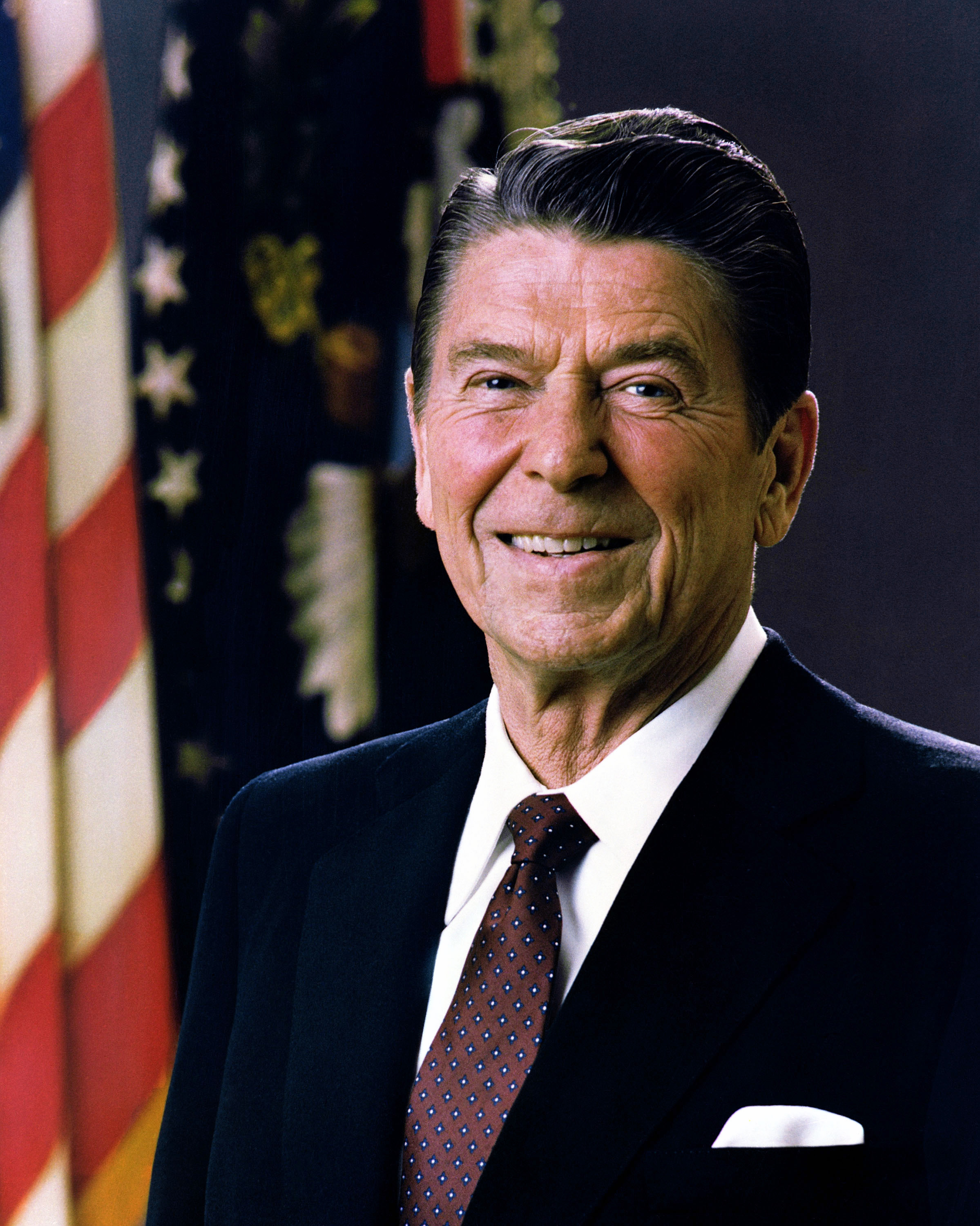
Ronald Reagan n°1

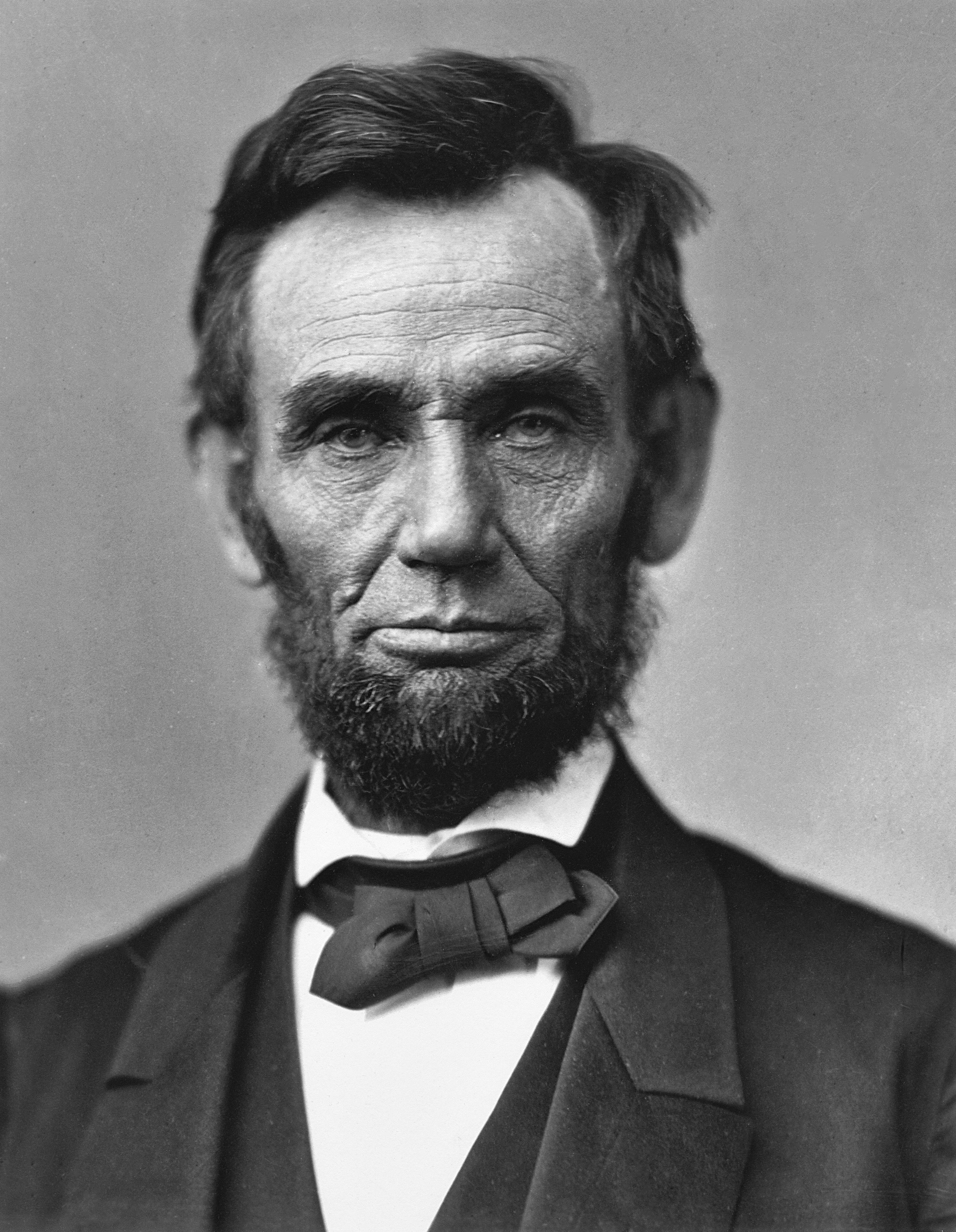
Abraham Lincoln n°2

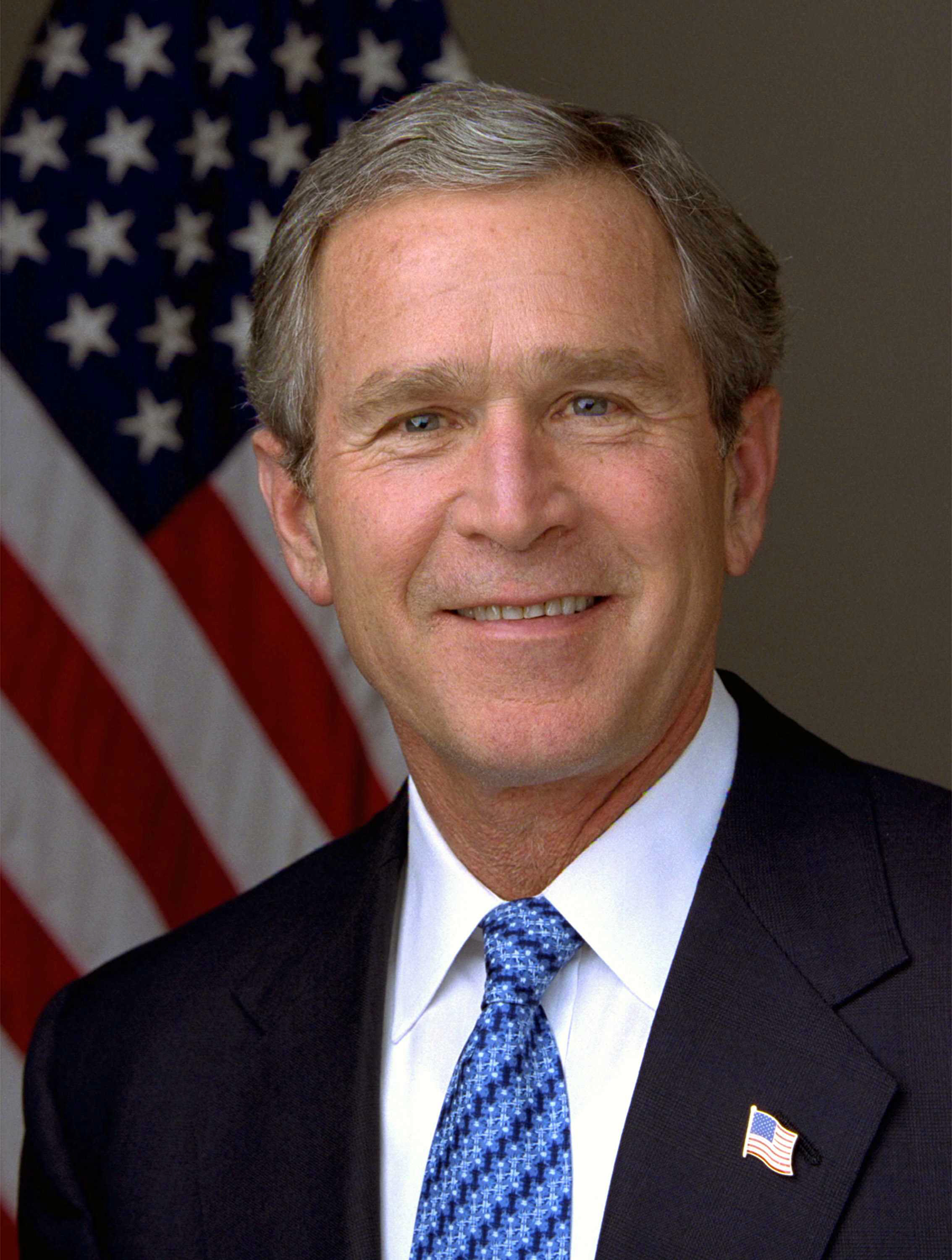
George W. Bush n°6

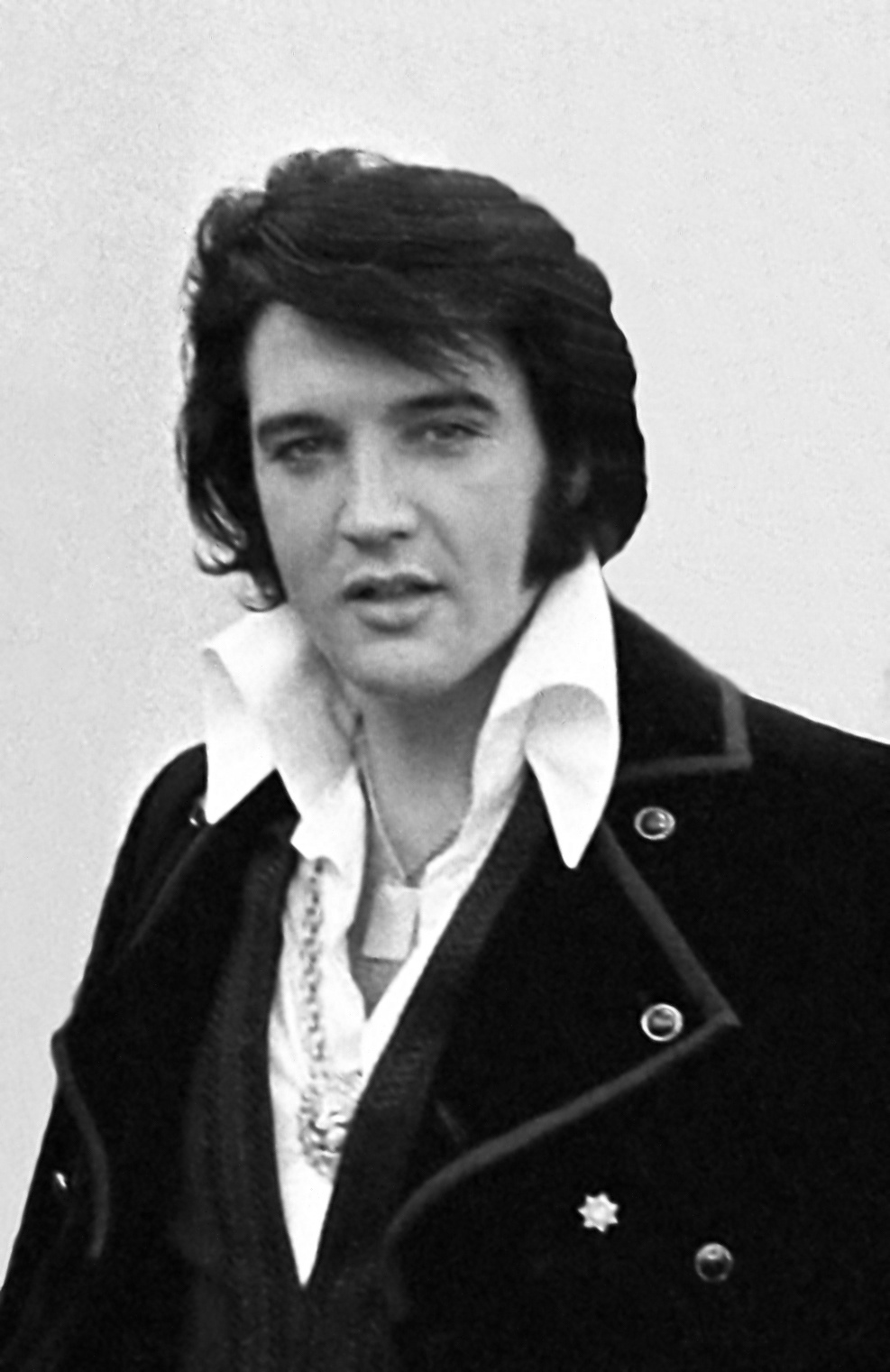
Elvis Presley n°8

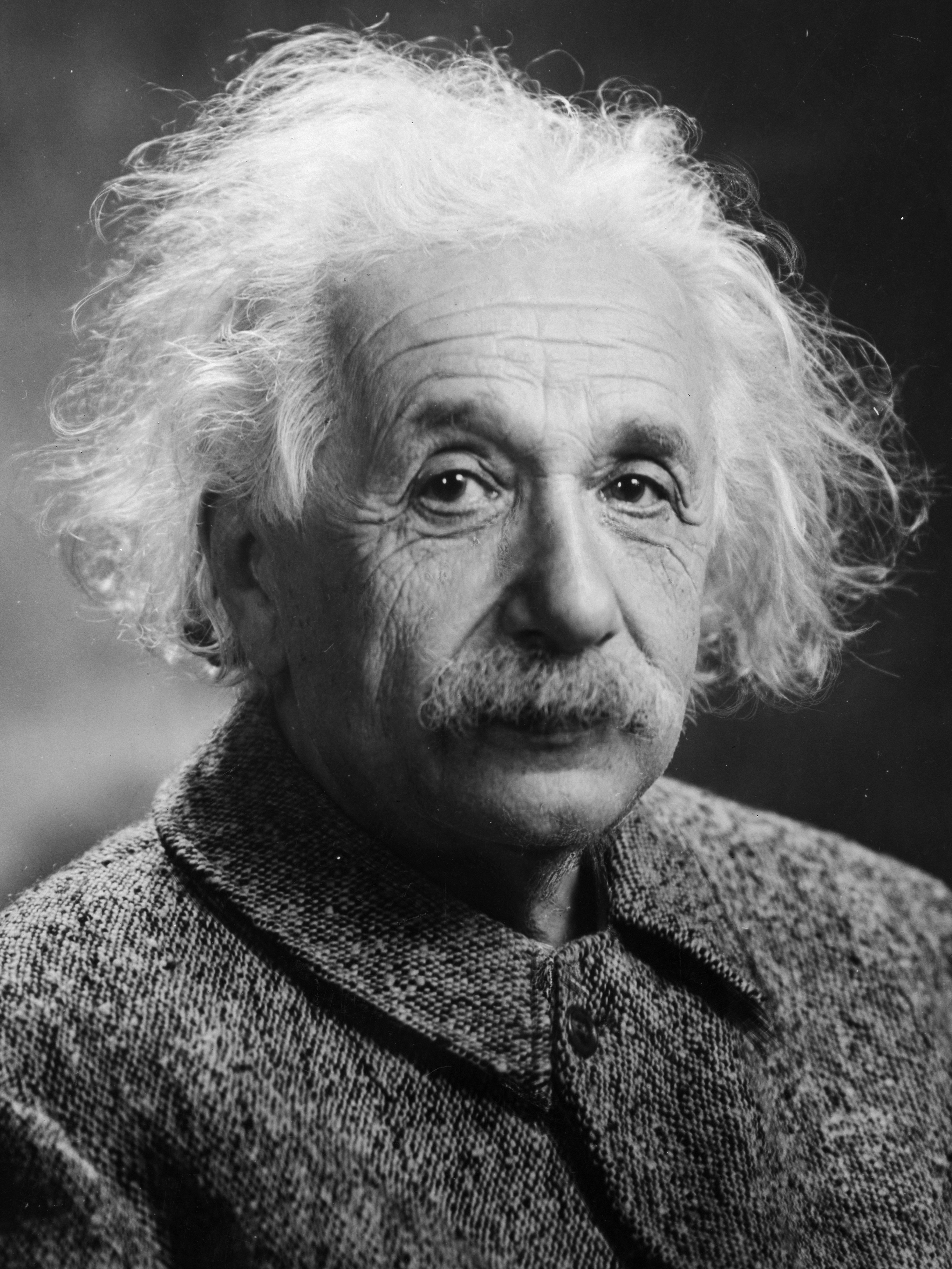
Albert Einstein

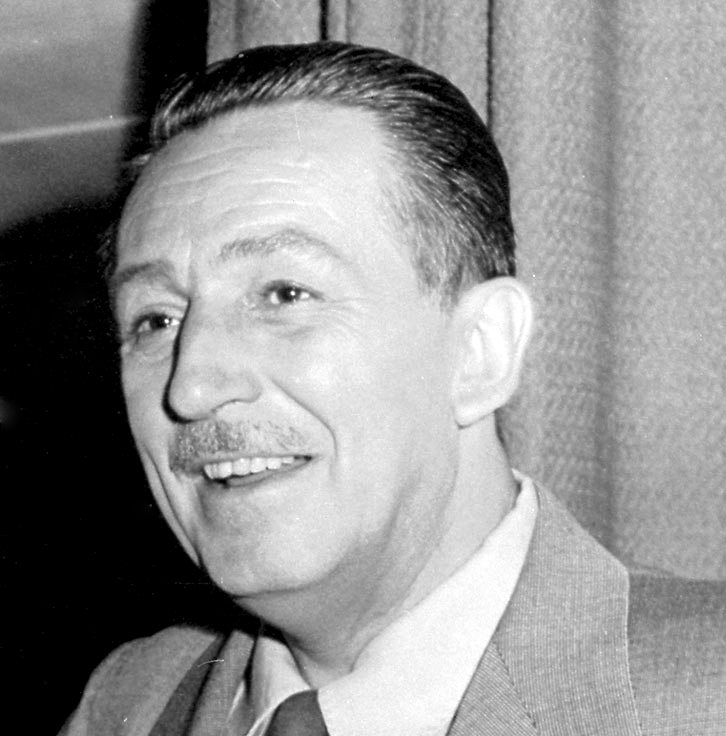
Walt Disney

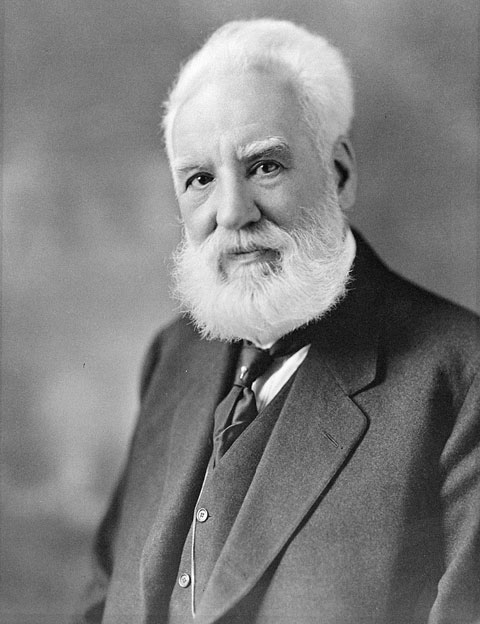
Alexander Graham Bell

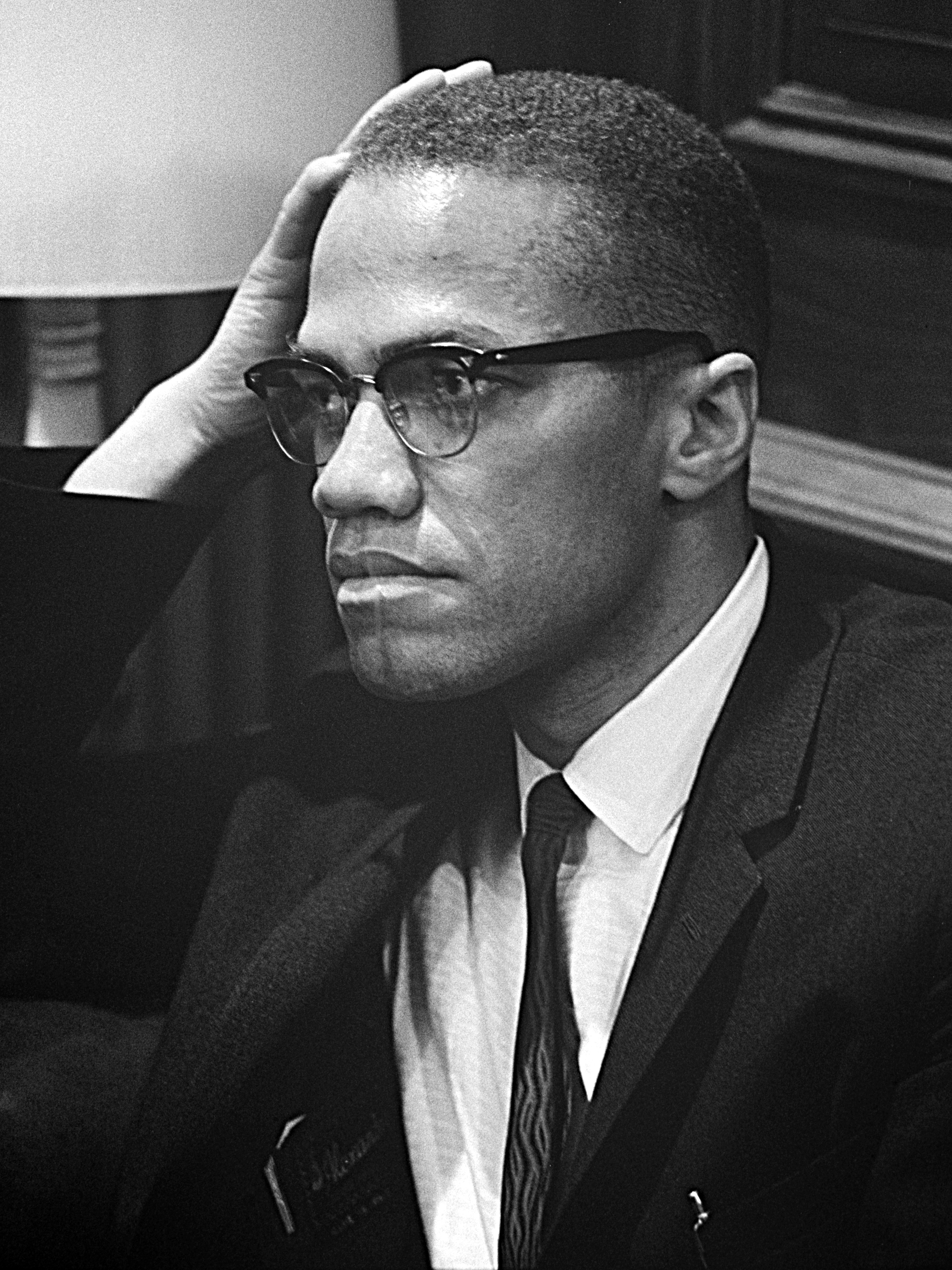
Malcolm X

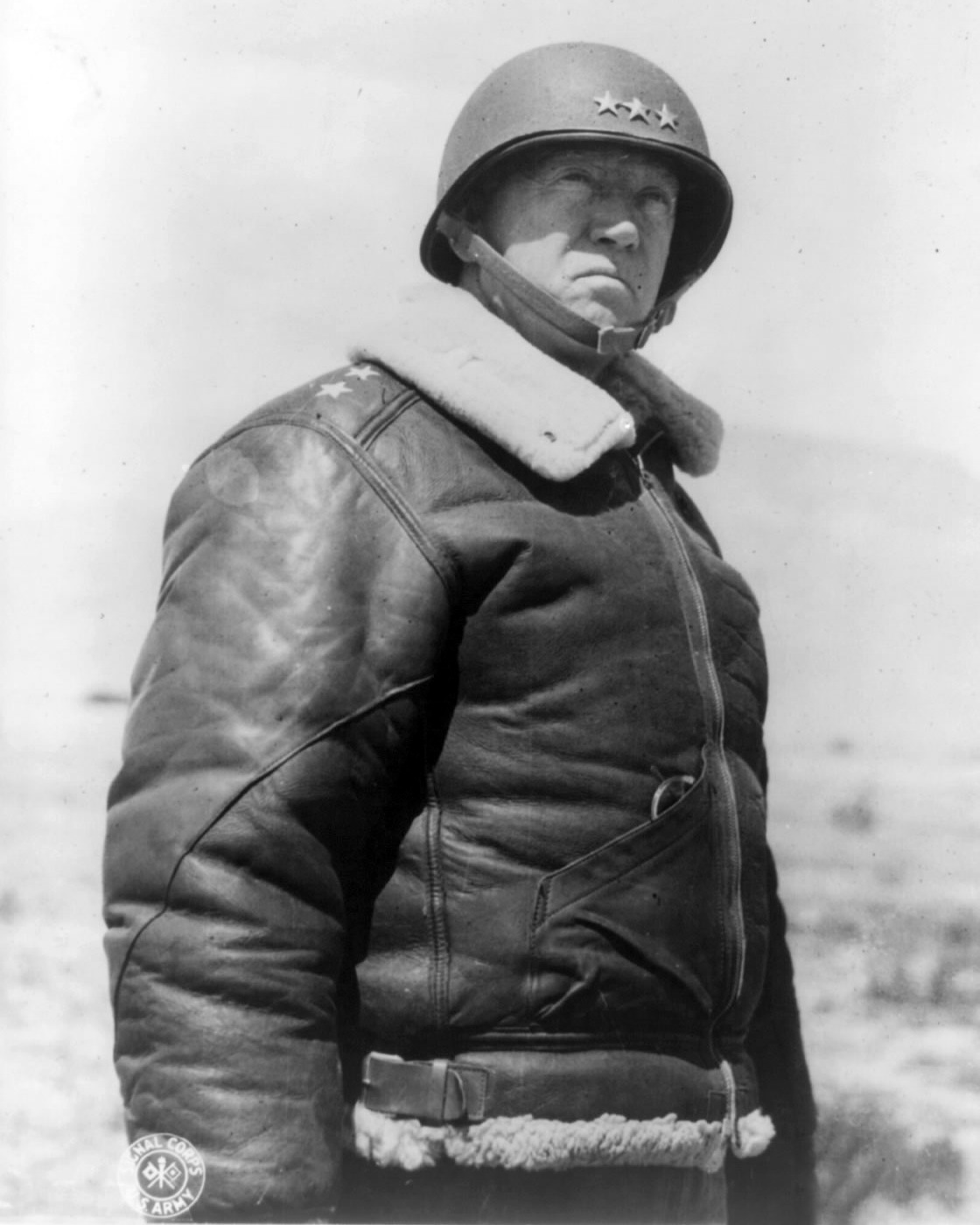
George S. Patton

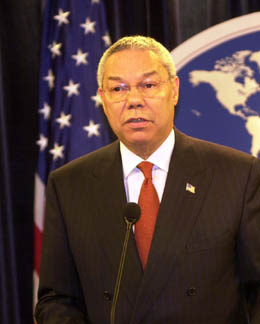
Colin Powell

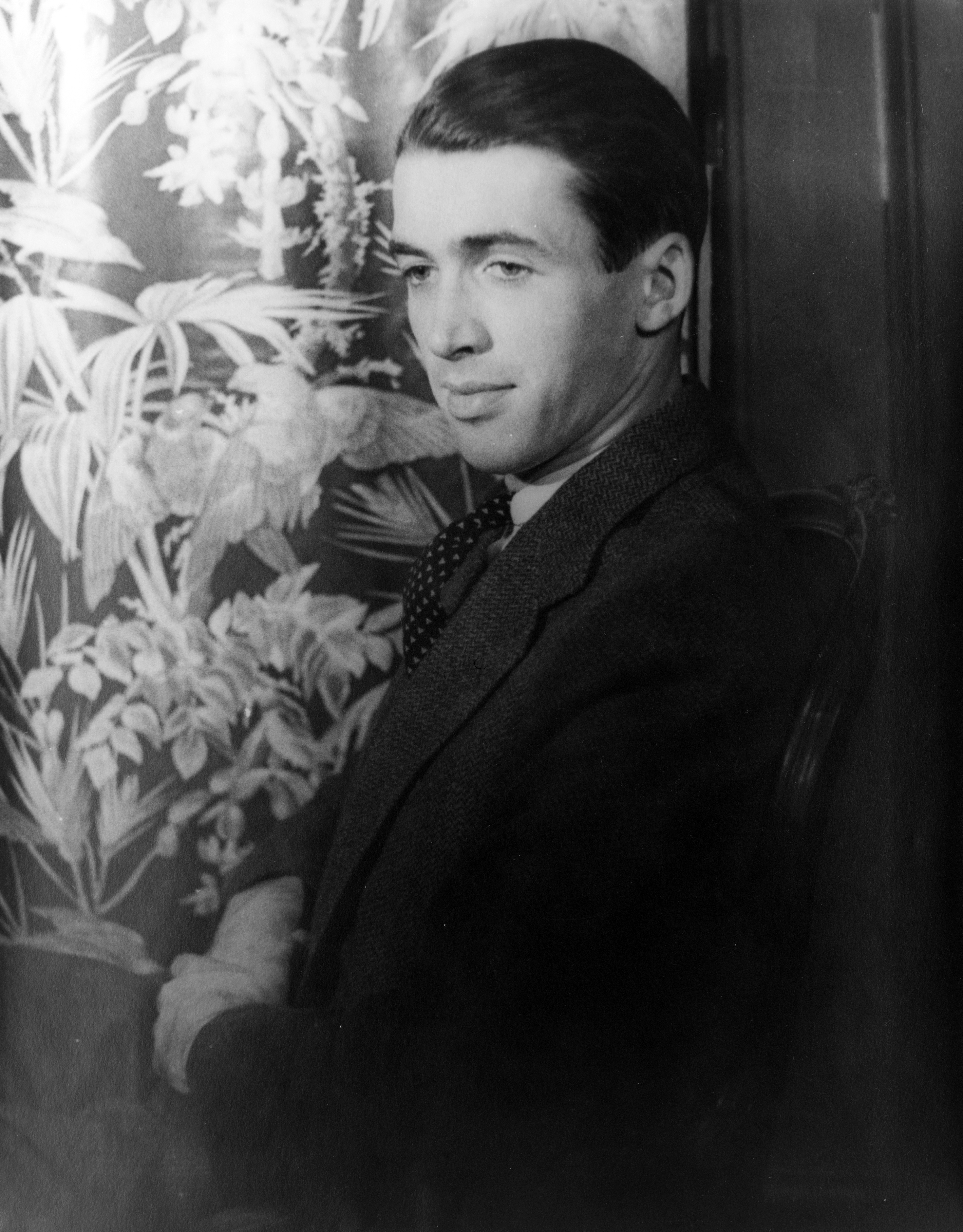
James Stewart

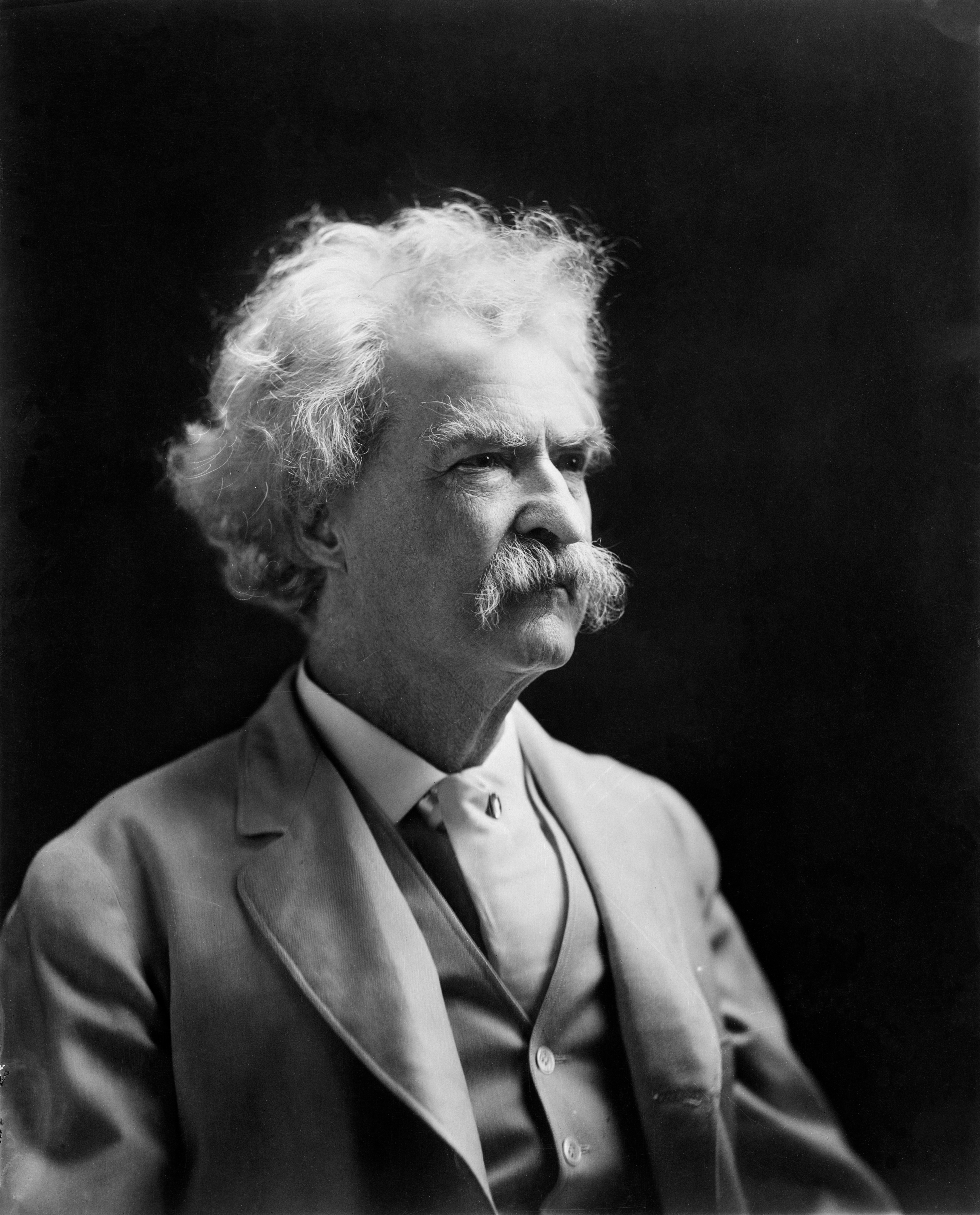
Mark Twain

Le vote fut organisé par AOL et la chaine Discovery Channel en 2005.

## Top 10
Le 26 juin 2005, Matt Lauer de l'émission  The Today Show présenta les 10 finalistes en compétition pour le titre de « plus grand américain de tous les temps ».
1. Michael Jackson - 59.0%
2. Abraham Lincoln - 7.5%
3. Martin Luther King - 6.8%
4. George Washington - 6.2%
5. Benjamin Franklin - 5.4%
6. George W. Bush - 4.3%
7. Bill Clinton - 3.8%
8. Elvis Presley - 3.2%
9. Oprah Winfrey - 2.9%
10. Franklin D. Roosevelt - 0.7%

Autres - 0.2%

## Top 25
Le 5 juin 2005, Matt Lauer du The Today Show présenta la liste des 25 nommés pour le titre de « plus grand américain de tous les temps ».
- Mohamed Ali
- Lance Armstrong
- Neil Armstrong
- George W. Bush
- Bill Clinton
- Walt Disney
- Thomas Alva Edison
- Albert Einstein
- Henry Ford
- Benjamin Franklin
- Bill Gates
- Billy Graham
- Bob Hope
- Thomas Jefferson
- John F. Kennedy
- Abraham Lincoln
- Martin Luther King
- Rosa Parks
- Elvis Presley
- Ronald Reagan
- Eleanor Roosevelt
- Franklin D. Roosevelt
- George Washington
- Oprah Winfrey
- Orville et Wilbur Wright

## Liste alphabétique
Le 18 avril 2005, AOL et Discovery Channel avaient présenté la liste des 100 nommés dont voici les 75 non sélectionnés parmi les 25 premiers :
- Maya Angelou
- Susan B. Anthony
- Lucille Ball
- Alexander Graham Bell
- Barbara Bush
- George H. W. Bush
- Laura Bush
- Andrew Carnegie
- Johnny Carson
- Jimmy Carter
- George Washington Carver
- Ray Charles
- Cesar Chavez
- Hillary Rodham Clinton
- Bill Cosby
- Tom Cruise
- Ellen DeGeneres
- Frederick Douglass
- Amelia Earhart
- Clint Eastwood
- John Edwards
- Dwight D. Eisenhower
- Brett Favre
- Mel Gibson
- Rudolph Giuliani
- John Glenn
- Alexander Hamilton
- Tom Hanks
- Hugh Hefner
- Katharine Hepburn
- Howard Hughes
- Michael Jackson
- Steve Jobs
- Lyndon Johnson
- Michael Jordan
- Helen Keller
- Jacqueline Kennedy Onassis
- Robert Kennedy
- Rush Limbaugh
- Charles Lindbergh
- George Lucas
- Madonna
- Malcolm X
- Phil McGraw
- Marilyn Monroe
- Michael Moore
- Audie Murphy
- Richard Nixon
- Barack Obama
- Jesse Owens
- George S. Patton
- Colin Powell
- Christopher Reeve
- Condoleezza Rice
- Jackie Robinson
- Theodore Roosevelt
- Babe Ruth
- Carl Sagan
- Jonas Salk
- Arnold Schwarzenegger
- Frank Sinatra
- Joseph Smith, Jr.
- Steven Spielberg
- James Stewart
- Martha Stewart
- Nikola Tesla
- Pat Tillman
- Harry Truman
- Donald Trump
- Harriet Tubman
- Mark Twain
- Sam Walton
- John Wayne
- Tiger Woods
- Chuck Yeager

## Quelques chiffres
- Nombre d'hommes : 82 (en comptant les frères Wright comme deux personnes)
- Nombre de femmes : 18
- Nombre de personnalités encore vivantes : 29

## Autres listes
- 100 Greatest South Africans
- Le Plus Grand Français de tous les temps